# Jødefejden 1819-1820
 For alternative betydninger, se Jødefejden.
Jødefejden er betegnelsen for de antisemitiske optøjer, som fandt sted i København i 1819 og januar 1820.
Optøjerne var sandsynligvis direkte inspireret af de tyske antisemitiske optøjer i byerne Würzburg (3. august), Frankfurt am Main (10. august), Darmstadt (12. august), Hamburg (20. august), Heidelberg (23. august) og Karlsruhe (27. august) 1819. Der var i København allerede grobund for antisemitiske optøjer efter Jødefejden 1813, som stadig spirede.

## Optakten
I august 1819 udbrød anti-semitiske optøjer ud i den tyske by Würtzburg. Urolighederne, Die Hep-Hep-Krawalle, spredte sig i løbet af august måned til andre tyske byer og også til Danmark. 
Den 3. september hang et opslag på Børsen i København, skrevet med fordrejet hånd. Det indeholdt en opfordring "til alle gode og kristelige Borgere" om at samles for at fordrive jøderne, "denne Samfundets Pest", ud af byen. Desuden betegnedes Østergade (en del af det nuværende Strøget) som det sted, hvor de rige jøders butikker var, og disse burde først destrueres. Opslaget, som straks blev sendt til politidirektøren, justitsråd Otto Himmelstrup Hvidberg, bekræftede rygter, som allerede i et par dage havde cirkuleret om, at der ville ske optøjer mod jøderne, og at det snarest ville ske. Justitsminister Frederik Julius Kaas sendte følgende brev til politidirektøren:
| Citat                           | Ligesom jeg har modtaget Underretning om, at der skal være talt om, at man iaften vil insultere de Jøder, som promenere i Rosenborg Have, og at man ligeledes vil samle sig udenfor Raphaels Hus paa Østergade, formodentlig for at ængstige Beboerne, saaledes modtager jeg nu en Skrivelse fra Hs. Maj. Kongen, hvori han behager at underrette mig om, at de samme Rygter ere komne ham for Øre, og han anbefaler mig derfor at henvende Politiets Opmærksomhed paa disse tvende Steder. Derhos befaler Hs. Majestæt Opmærksomhed fra Politiets Side med Alt, hvad der i denne Tid udgives i Trykken, at man forekommer, at Intet i offentlige Blade, i noget Skrift, som underkastes Censur, eller i Viser trykkes, som kan enten være til Fornærmelse for Jøderne eller forøge den Stemning, som man søger tilveiebragt mod dem. Det Samme maa ogsaa gjælde alle Karrikaturstykker, stukne i Kobber, malede eller tegnede, som kunde frembydes til Salg eller til Skue. Jeg maa da meget bede Ds. Vlbhed at holde et vaagent Øie med Rosenborg Have og med Østergade, samt at De ville i eget og mit Navn anmode Assessor Danchell om at være særdeles opmærksom paa Alt, hvad der foreligges ham til Bedømmelse af trykte Sager. Det er meget magtpaaliggende at forekomme nogetsomhelst Optrin her i Byen, da jeg har megen Grund til at tro, at Udlændinge søge, om mulig, i Øieblikket at fremvirke lignende Optrin som de i Hamborg, Frankfurt og andre Stæder. Kaas. | Citat |
| Hedegaarden, 4. september 1819. | |       |

## 4. september
Det uheldige var, at politidirektør Hvidberg langt fra var opgaven voksen. Han var en nogenlunde anset jurist, men som praktisk ordenshåndhæver manglede han alle forudsætninger.[kilde mangler] Hvidberg anså ikke selv sandsynligheden for optøjer nærliggende, men lod dog, foruden de sædvanlige politipatruljer, nogle civilt klædte betjente patruljere på de to nævnte steder efter mørkets frembrud.
Der skete intet i Rosenborg Have, men på Østergade begyndte en folkemængde at samle sig foran brødrene Raphaels silke- og klædekræmmerbutik. Mængden bestod af "Sjovere, Læredrenge, Matroser osv., men blandt hvilke der ogsaa saaes nogle velklædte Personer". Disse begyndte, under det antisemitiske råb "Hep! Hep!" at kaste sten mod ruderne af butikken. Butikken var en af de få moderne indrettede, med store spejlglasruder ud til gaden med firmaets navn malet i forgyldte bogstaver, og udgjorde derfor et let mål. Desuden angreb mængden også galanterihaver Jacobsens butik på Østergade. Forgæves søgte politimesteren og hans adjudant, vægterløjtnant Boelmann, der nu havde indfundet sig med en anseelig styrke, at skaffe orden tilveje; folkemængden blev bestandig større, den trykkede politibetjentene imellem sig, og nogle af dem blev pryglede. Nu begav politidirektøren og Boelmann sig til Hovedvagten på Kongens Nytorv for at rekvirere militær assistance. Men vagtchefen mente ikke at kunne afse mere end et lille antal af sit mandskab, fordi han måtte sikre hovedvagten mod et angreb, og de således afgivne 6 til 8 mand under en underofficers kommando gjorde heller ikke meget nytte. Efter at have bevæget styrken tilbage til Østergade blev den truet til at flygte tilbage mod Kongens Nytorv med folkemængden i hælene. Her blev Hovedvagten belejret af mængden.
Hvidberg så sig nu nødsaget til at sende bud til kommandanten på Kastellet om husarer til at rydde gaden. I mellemtiden hærgede mængden og fik slået flere ruder ind på butikker med jødiske ejere. I det samme indtraf pladsmajoren, kammerherre oberst Stadfeldt, som udvirkede, at der kom assistance fra hovedvagten. Denne gang 20 til 30 mand stærk, der nu i forbindelse med en kommando husarer, der førtes af en officer, ryddede gaden og Kongens Nytorv. Soldaterne slog med den flade side af deres sabler, og enkelte af folkemængden blev arresteret af politiet. Folkemængden blev derpå spredt, og omkring kl. 23 var alt roligt. Militæret stod vagt i Østergade til kl. 2 hvorefter det dimitteredes.

## 5. september
Den næste morgen fandtes der på flere steder opslag, som opfordrede befolkningen til at samles for at drive jøderne ud af byen. I disse opslag blev et hvidt bånd om hatten angivet som sammensværgelsestegnet. Dette blev meddelt i en skrivelse fra justitsminister Kaas til Hvidberg, hvor i han omtalte, at kongen havde fået en meddelelse om, at 700 mand havde forenet sig til det øjemed at fordrive jøderne, og at der måtte holdes øje med et par navngivne personer, der ansåes som lederne. Hvidberg opslog en plakat, der advarede mod at deltage i optøjerne og truede med "Lovens Strenghed", hvis denne advarsel ikke blev efterlevet. Samtidig beordredes forskellige dele af Københavns garnison og navnlig en deling af Den Kongelige Livgarde til hest at holde sig parat til at rykke ud, når det gjordes nødvendigt.
Hverken den anførte bekendtgørelse eller de trufne foranstaltninger gjorde imidlertid den tilsigtede virkning. Det var søndag, og en stor mængde mennesker var på benene, der ved de cirkulerende rygter om optøjernes fornyelse flokkedes på de steder, hvor det kunne ventes, at det ville gå løs. Kl. 21 begyndte de samme scener på Østergade som den foregående aften med hujen, skrålen og rudeindslagning hos Raphael, Jacobsen og flere andre steder. Det første indgreb af politiet alene var virkningsløst, og militæret måtte igen indkaldes og folkemængden spredt. I Læderstræde, i Hyskenstræde, Vimmelskaftet, Købmagergade, ved Slotholmskanalen, på Gammeltorv, i Gothersgade og flere andre steder blev ruderne slået ind hos jødiske familier. På et par steder trængte nogle personer ind hos pantelånere og søgte med vold at få deres pantsatte genstande tilbage. I Læderstræde blev en gammel jødisk mand, der ville gå hjem til sin bopæl, slået til jorden og trampet på, indtil det lykkedes militæret at befri ham fra voldsmændene. Hos vekselerer Erfeldt på hjørnet af Slippen og Gothersgade gik især voldsomt til. Her sønderslog pøbelen først skodderne og vinduerne, brød gadedøren op og trængte ind i Erfeldts bopæl under råbet "at de vilde have fat paa Jøden", og at "de vilde have deres Penge". I hjemmet befandt sig kun hans ikke-jødiske tjenestefolk, da han selv havde fået mulighed for at slippe bort. I stedet røvede hærværksfolkene alle værdigenstande og smadrede resten af indboet. På dette sted gjorde, efter det senere retsopgørs fortegnelse, en slagtersvend Johan Conrad Schiller sig især bemærket ved sin voldsomhed og opførte sig i det hele taget som en anfører af denne flok. Dagen efter blev han anholdt, da han var blevet genkendt aftenen før, og han fandtes at være i besiddelse af Erfeldts kanariefugl. Han blev efterfølgende dømt til 2 års fængsel og tvangsarbejde i Rasphuset.

## 6. september
Urolighederne havde fået udseende af en revolte, og regeringen indså nødvendigheden af, at der optrådtes med alvor og energi, så bevægelsen ikke skulle få et omfang, hvis følger ikke kunne overskues. Kongen udsendte derfor en plakat af 6. september, der forbød forsamlinger på mere end 2 eller 3 personer, og bekendtgjorde, at personer arresteret i forbindelse med optøjer ville blive dømt af en af kongen "anordnet Komission, som er bemyndiget til at kjende uden Appel" og dømme "med streng korporlig Straf, eller, efter Sagens Beskaffenhed, endog med Livsstraf (Dødstraf)".
Desuden blev der udlovet en dusør på 4000 rigsdaler for opdagelsen af de personer, der havde forfattet eller opslået de skrifter, hvori der opfordredes til voldsom adfærd, eller de folk der som hovedmænd havde anført folkemængden ved de foregående optøjer, samt en belønning efter omstændighederne, fra 200 til 1000 rigsdaler, for bevislig angivelse af nogen anden, der havde taget del i de foregående voldelige handlinger. Endvidere udstedtes der den 6. september en parolbefaling, hvori Københavns kommandant, general Georg Ludvig von der Schulenburg, bemyndigedes til at træffe de fornødne foranstaltninger til ordenens opretholdelse ved at udsende patruljer eller hele kommandoer, lade urostiftere pågribe og arrestere samt, hvis disse skulle sætte sig til modværge, "lade dem nedstøde eller nedskyde". Militæret blev således fra kl. 20 om aftenen holdt i fuldt beredskab, og desuden kunne frifolkene som havde bolig i forstæderne og omegnen indkaldes med kort varsel. På hovedvagten forstærkedes bemandingen til 200 mand infanteri. Desuden blev Borgervæbningen fordelt på gader og torve og kunne derfra udsende patruljer. 2.husareskadron holdt opsadlet fra kl. 20, klar til udrykning. Alle de udsendte militære var bevæbnet med skarpladte geværer.
Endelig blev der samme dag udfærdiget et kongeligt kommissorium til justitiarius i Københavns Søret, justitsråd Andreas Aagesen, hof- og stadsretsassessor Hans Jacob Koefoed og overauditør, byfoged i Nexø F.E.W. Knudsen til uopholdelig at sammentræde for at undersøge de urolige optrin, der var foregåede og fremdeles måtte foregå, samt at straffe enhver skyldig uden hensyn til vedkommendes navn og rang. 
Trods alle disse foranstaltninger fornyedes tumulterne den 6. september, og de begyndte endda tidligere på eftermiddagen end de forrige dage. Atter drog store skarer igennem gaderne og slog ruderne ind hos en stor mængde jødiske familier, men også hos mange ikke-jøder. Politiet samledes først kl. 20.30 for at imødegå uromagerne. Desuden var koordinationen mellem militær og politi yderst mangelfuld, hvilket besværliggjorde operationen beydeligt. Flere steder blev allerede arresterede uromagere med magt befriet af deres venner. Også hos borgervæbningen var indsatsen mangelfuld, der var endog rapporter om at visse patruljer sluttede sig til uromagerne og deltog i hærværket, således på Store Købmagergade og i Ulkegade (Holmensgade), hvor ruderne hos en del kendte prostituerede blev slået ind, da en patrulje af borgervæbningen marcherede igennem gaden. På Kultorvet kom det endda til en kamp mellem borgervæbningen og politiet, da politiet ville stoppe en del af borgervæbningen, som var gået ned i en værtshuskælder for at drikke. I de efterfølgende undersøgelser blev politiets indgriben på Kultorvet misbilligende påtalt.
Mest effektive var de militære, især kavaleriet, der kommanderedes af ritmester Sperling og premierløjtnant Funck. Overalt, hvor rytteriet viste sig, opløstes mængden uden kamp. Kun én gang prøvede hoben at sætte sig til modværge, det skete i Læderstræde, men da de opdagede at militæret angreb med blanke sabler, dvs den skarpe kant, flygtede de panisk.

## 7. september
De følgende dage skete der også overfald ved højlys dag. Således den 8. september hvor en person ved navn Jelstrup tilsyneladende uden grund begyndte at slå på en ældre jødisk mand. Voldsmanden blev anholdt af 3 civile personer, men pludselig samledes en folkemængde og befriede Jelstrup. De 3 mænd måtte flygte ind i Salomons Apotek på Østergade, hvorfra de først slap ud, da det tilkaldte politi ankom til stedet. Ligeledes blev den omtalte vekselerer Erfeldt hårdt medtaget. Han blev angrebet på gaden, men flygtede til Hovedvagten, som til gengæld blev belejret af en folkemasse. Da disse vedholdt belejringen, valgte Erfeldt at flygte ud af en bagdør, med 2 soldater som eskorte, men i Gothersgade blev han angrebet. Det lykkedes ham at flygte til Kongens Nytorv, hvor han fik fat i en hyrevogn til at køre ham på hospitalet. Men folkemængden vedblev forfølgelsen, og først da Erfeldt trak en pistol, som ikke var ladt, kunne han komme af sted. Ved hospitalet blev han igen angrebet og kun reddet fra folkemængden ved hospitalsfolkenes hjælp. Under resten af urolighederne boede han på Kastellet, hvor militæret lånte ham en bolig.
Om aftenen den 7. september fortsatte urolighederne. Endog med fornyet kraft. Størstedelen af ruderne i husene på Østergade og en lang række andre gader blev slået ind. På grund af de mange byggeprojekter i perioden var der masser af projektiler i form af murbrokker, tagsten og lignende til stede i gaderne. En ung pige, som havde nærmet sig for tæt på et vindue, blev ramt af en sten i panden og med et dybt blødende sår i panden måtte hun indlægges og blev ikke udskrevet før lang tid, efter at optøjerne var ophørt. 
Men samtidig udfoldede politi og militær også en større virksomhed denne aften, over 30 personer blev arresteret, deriblandt en skriver Paarup, som havde optrådt som en slags leder for en af hærværksgrupperne. Mængden forsøgte bl.a. at angribe handelshuset Meyer & Trier ved Slotsholms Kanal, men det posterede militær og politi forhindrede dem i at udøve noget hærværk der.

## Urolighederne aftager
Da optøjerne fortsatte indførte politiet udgangsforbud om aftenen den 8. september. Desuden begyndte man at mærke en tiltagende svækkelse i optøjerne. Selv om der stadig fandt optøjer sted, også de følgende aftener frem til 12. september, havde politi og militær lettere ved at drive mængden bort, og der blev ikke noteret nævneværdig modstand. Desuden var virkningerne af den nedkaldte kommission, som med stor hast dømte de arresterede begyndt at mærkes. Derudover blev udstedt cirkulærer til oldermændene og formændene for de vigtigste håndværkerlaug. Disse blev gjort ansvarlige for eventuelle medlemmers deltagelse i optøjerne. 
Nætterne mellem 12. september til 14. september kunne stadig udvise sporadiske eksempler, men i det store hele havde roen igen sænket sig over byen. Alligevel vedblev der at gå rygter om fornyelse af optøjerne og den antisemitiske tone, som havde foranlediget dem, var stadig fremherskende. Foruden denne syntes også en generel oprørsånd at være tilstede. Ligesom antisemitismen var denne sandsynligvis tyskinspireret. Således udkom 14. september en anonym (og derfor ulovlig) skrivelse, der opfordrede til, at Frederik 6. indførte et parlament. Med trykkestedsangivelsen "Germania" og brugen af "ä" i stedet for "æ" tydede det på en tysksproget oprindelse. Først i december samme år fandt man frem til, at det sandsynligvis var skribenten Blok Tøxen og en Iver Beck, som var forfatterne til dette skrift. Der var dog intet, der kunne sætte dem i forbindelse med hverken skriftet eller optøjerne, så sagen blev henlagt.
Mange andre anonyme smædeskrifter florerede i tiden for optøjerne, og de var særdeles hadske. Selv den enevældige konge blev angrebet, han blev således betegnet "Jødekongen" og justitsminister Kaas "en Erkeskurk", Alle disse opslag var håndskrevne og fandtes som regel opslåede tidligt om morgenen på et gadehjørne eller et hus. Men i langt de fleste tilfælde eksisterede de kun i en enkelt afskrift, og det er således ikke sandsynligt, at de var en del af et større komplot. De var snarere et udtryk for, at enkelte personer udnyttede situationen til at komme frem med ytringer, som man førhen måtte holde skjult. 
Der vedblev at gå rygter om, at tumulterne skulle genoptages, men først den 28. september, som var Dronning Marie Sophie Frederikkes fødselsdag, kom disse til udtryk. Regeringen havde dog frygtet, at dette ville ske, da der i forbindelse med festligholdelsen naturligt ville sammenstimle folkemasser, og militæret var udposteret. Folkemængden samledes på Kongens Nytorv og bevægede sig til Meyer & Triers Handelshus ved Slotsholms Kanal. På grund af dårlig ledelse i politiet nåede folkemængden at slå 43 ruder ind og give en portner prygl, før politiet greb ind.

## Januar 1820
På grund af politidirektør Hvidbergs mangelfulde optræden blev han afskediget 1. januar 1820. Det skete dog i nåde og med fuld pension.
Efter denne aften stilnede uroen igen af, og der gik mange måneder, før de pludselig flammede op. Årsagen var, at det den 28. januar 1820 var kongens fødselsdag. Og igen var man klar over, at den sammenstimlede folkemasse ville forøge risikoen for optøjer. Men den nye politidirektør, etatsråd Andreas Christian Kierulff, viste sig anderledes handlekraftig end sin forgænger, og han udfærdigede en effektiv plan til at imødegå optøjerne. Politistyrken blev inddelt i forskellige grupper, hver med sin anfører, og den blev desuden forøget med en del håndfaste af Holmens matroser, der blev iført politiuniformer og ligesom de øvrige forsynede med bambusstokke, der i et antal af 200 af en dertil afsendt betjent i stilhed var blevet indkøbt i Hamborg. Militærets vagter, især husarerne, blev forstærket med ekstra delinger og stod klar til udrykning. Ganske rigtigt samledes en mængde om aftenen på Kongens Nytorv, og den prøvede at trænge ned ad Østergade. Men her blev deltagerne mødt frontalt af opstillet politi, der straks løb ind på dem og tildelte dem slag med bambusstokkene. I det samme angreb andre politidelinger fra sidegaderne, og mængden opløste sig i panisk flugt. Uromagerne prøvede at samle sig flere steder i byen, især prøvede en flok at gentage angrebet på Meyer & Triers handelshus, men overalt var politiet og kaveleriet over dem, og især bambusstokkene gjorde deres virkning. Allerede kl. 22 kunne Kjærulff meddele justitsministeren, at alt var roligt. 
Dette var bortset fra et enkelt spædt forsøg om aftenen d. 30 september de sidste optøjer, som skete i forbindelse med jødefejden.

## Det retslige efterspil
Det er ikke oplyst, hvem der var de egentlige ledere af optøjerne, eller om der overhovedet var sådanne. Nogen egentlig plan synes i hvert tilfælde ikke at have eksisteret. De officielle dokumenter indeholder antydninger, der går ud på, at tumulterne skulle være anstiftede af indvandrede tyskere, men det var åbenbart et af de tomme rygter, som cirkulerede. I en skrivelse fra justistministeren til Hvidberg den 7. september betegnes en høj person med sort hår og kraftige, korte bakkenbarter, iført en mørkeblå dragt, som en af de vigtigste ledere, men han blev aldrig pågrebet, og man fik aldrig identificeret ham. Utvivlsomt fandtes der ikke få blandt hoben, der hørte til de såkaldte dannede klasser, og at disse i de fleste tilfælde var forklædte som matroser, men da ingen af dem befandt sig mellem de personer, der blev arresterede, har de tilsyneladende vidst at forsvinde i rette tid.
På grund af kommissionen faldt dommene hurtigt i månederne efterfølgende urolighederne. Dommene faldt 1820 og var følgende:
- 13. september: 4 personer dømt til 4-1 års tvangsarbejde.
- 27. september: 28 personer. De fleste straffe på mellem 30-5 dages fængsel, en enkelt idømt 8 måneders strafarbejde.
- 5. oktober: 2 personer dømt til hhv 1 og 2 års strafarbejde.
- 5. november: 1 person dømt til 10 dages fængsel.

At der ikke blev dømt flere personer, skyldes sandsynligvis politiets ineffektive indgriben i den første og voldsomste del af urolighederne. Rundt omkring i købstæderne i Danmark skete der især i september 1819 efterligninger af optøjerne i København. Men disse var ikke at sammenligne med hændelserne i København, og naturligt nok var langt færre personer involveret, og for det meste skete de kun en enkelt gang. Værst gik det ud over Odense og Helsingør.